# Neocoridolon
Neocoridolon is een kevergeslacht uit de familie van de boktorren (Cerambycidae). De wetenschappelijke naam van het geslacht werd voor het eerst geldig gepubliceerd in 1930 door Melzer.

## Soorten
Neocoridolon is monotypisch en omvat slechts de volgende soort:
- Neocoridolon borgmeieri Melzer, 1930